# Amathia plumosa
Amathia plumosa is een mosdiertjessoort uit de familie van de Vesiculariidae. De wetenschappelijke naam van de soort is voor het eerst geldig gepubliceerd in 1890 door MacGillivray.